# Kaufmann Frust
Kaufmann Frust ist eine deutschsprachige Band aus Stuttgart und Berlin, die sich am ehesten dem Genre Post-Punk zuschreiben lässt. Sie wurde im Jahr 2013 in Stuttgart von Oliver Hauber, Jan Breier, Florian Stepper und Matthias Fugel gegründet.

## Geschichte
Die Band veröffentlichte im Juni 2013 über Bandcamp die im Jugendhaus Heslach selbst aufgenommene Demo Single Jakob. Sie erhielt dafür Anerkennung u. a. von der Stuttgarter Zeitung.
Im Frühjahr 2015 veröffentlichte die Musikgruppe die 7" Vinyl Hinter den Fenstern mit den beiden Liedern Felsenkeller und Schweigeminuten. Für die Produktion waren hier erstmals Produzent und Musiker Ralv Milberg als auch Musikproduzent Philipp Koch verantwortlich.
Sowohl für die Single als auch für die im Zusammenhang damit erscheinenden Musikvideos erntete die Band große Aufmerksamkeit. Die Stuttgarter Zeitung bezeichnete die Band als „Das nächste Stuttgart-Ding“ u.a beim Ox Fanzine erhielt sie 4.5 von 5 möglichen positiven Punkten.
2015 spielte Kaufmann Frust erstmals außerhalb Deutschlands zwei Konzerte in London und eines in Brighton.
Im Jahr 2016 erschien die 5-Song EP Unter den Augen auf dem dafür gegründeten Stuttgarter Label „Chicos Records“ von Ralv Milberg.
Das Album Aus Wachs erschien im Oktober 2018 über das Hamburger Independent-Label My Favourite Chords. Produziert wurde es über das Jahr 2017 verteilt in den Milberg Studios von Ralv Milberg. Das Album erhielt zahlreiche positive Kritiken u.a von laut.de, taz – die tageszeitung, plattentests.de und Ox-Fanzine.
Seit 2019 arbeitet die Band zusammen mit Regisseur Duc Thi Bui an einem Kurzfilm zum Albumsong Armee mit tausend Köpfen.
Seit 2022 auf die Städte Stuttgart und Berlin verteilt, veröffentlichte die Band im April 2023 das zweite Album mit dem Namen "Im Blau". Das Album entstand zu einem großen Teil im eigenen Studio im Funkhaus Nalepastraße und in enger Zusammenarbeit mit Tobias Siebert.

## Stil
Die Musik von Kaufmann Frust bewegt sich im weitesten Sinne im Genrebereich Post-Punk, löst sich davon aber immer wieder durch sehr ausufernde Passagen und im Genre untypischen mehrstimmigem Gesang. Dramaturgisch arbeitet die Band stark mit den dynamischen Kontrasten von Laut und Leise. Ihre Musik ist geprägt durch ein stark dynamisches Zusammenspiel und zum Teil sehr langen, langsamen Parts, die an Bands wie Slint oder The For Carnation erinnern. Beeinflussend sind Bands wie Godspeed You! Black Emperor, aber auch deutschsprachige Bands wie Tocotronic oder Kante.

## Presseecho
- „Was die Band Kaufmann Frust … interessant macht, ist ihre überaus morbide Art und wie sich diese äußert. Nicht in abnormem Geschrei, aber durchaus lautstark.“[8]
- „Der Sound ist Breitwand, schwelgerischer Indie.“[9]
- „Diese Band macht ja wirklich keinen supereingängigen Discopop. Die Schwere der Welt transportiert der Abend trotzdem oder gerade deswegen ganz hervorragend. Es bleibt also kompliziert. Kaufmann Frust sind und bleiben eine Liebhaberband für Menschen, die samstagabends nicht den Rest der Woche vergessen wollen. In Stuttgart hat sie viele Liebhaber.“[10]

## Diskografie
Alben
- 2023: Im Blau (My Favourite Chords / Broken Silence)
- 2018: Aus Wachs (My Favourite Chords / Broken Silence)

EPs
- 2016: Unter den Augen (Chicos Records)
- 2015: Hinter den Fenstern

Singles
- 2019: Unheil (My Favourite Chords / Broken Silence)
- 2019: Spiegelland (My Favourite Chords / Broken Silence)